# Pseudhammus longicornis
Pseudhammus longicornis är en skalbaggsart som beskrevs av Dillon 1959. Pseudhammus longicornis ingår i släktet Pseudhammus och familjen långhorningar. Inga underarter finns listade i Catalogue of Life.